# NGC 5285
NGC 5285 este o brightest cluster galaxy⁠(d) situată în constelația Fecioara. A fost descoperită în 29 aprilie 1881 de către Édouard Stephan⁠(d).